# Central de Abasto de la Ciudad de México
La Central de Abasto de la Ciudad de México (CEDA) y ubicada en la alcaldía Iztapalapa de la Ciudad de México, es el principal mercado mayorista y minorista de productos de consumo en la Zona metropolitana de Ciudad de México, especialista en abarrotes, víveres, frutas, legumbres, flores, hortalizas, aves, carnes, pescados, mariscos y Follajes. Por flujo de dinero, se le considera el segundo mayor centro comercial de México después de la Bolsa Mexicana de Valores (BMV) y el de mayor tamaño en América Latina y en el mundo.

## Historia
La Ciudad de México ha sido, desde el siglo XVI, el principal centro comercial del centro de México, y concentra ese comercio en lugares públicos que reciben el nombre genérico de  mercados, muchos de ellos distribuidos por todo el territorio y de importancias diversas. En la Ciudad de México ese comercio se centró inicialmente en la plaza principal de México-Tlatelolco, la cual se incorporó al gobierno mexica, tras su conquista, y se convirtió en lugar de admiración para los conquistadores españoles, ya en la Nueva España. La actividad comercial, sobre todo la realizada en grandes cantidades (llamada mayoreo), se restringió a los integrantes del Consulado de Comerciantes de México, quienes, primero desde el Mercado del Parián de México y luego desde el Mercado de la Plaza del Volador, controlaron el comercio del Virreinato. Durante el siglo XIX, con la independencia de México, el Consulado perdió este control, derivado de las nuevas leyes de la República Mexicana, por lo que el Mercado del Volador fue rebasado por el auge del comercio que se desplaza por todo el oriente de la Ciudad de México. Empezaron a abrir entonces muchos locales comerciales alrededor de la zona hoy llamada La Merced, donde lo mismo se vende al mayoreo que al menudeo. Durante este desarrollo, varias calles empezaron a especializarse en la venta de artículos, lo que iría generando un impacto en las costumbres sociales de los habitantes de los barrios, quienes comenzaron a crear cofradías o hermandades informales de comerciantes, para controlar el mercado.
En consecuencia, es posible encontrar barrios especialistas. Por ejemplo, en la actual calzada de La Viga se inicia el comercio al por mayor de pescados y mariscos (en sus inicios provenientes del mismo lago de Texcoco), para luego agregar en este lugar el comercio de flores, legumbres, frutos y hortalizas que alimentan a la ciudad y que, provenientes de Xochimilco o de Cuernavaca, tienen como medio de transporte las trajineras que navegan por el Canal de la Viga. Es así como el oriente de la ciudad se convirtió en el centro comercial de la ciudad y de la mayor parte del comercio de México, lo que atrajo una gran prosperidad económica e inmigración, que no siempre se incorpora a los mercados lícitos y convierte, además, a la zona en fuente de problemas tales como la prostitución, el tráfico de enervantes, los juegos de azar, el asalto, el hurto y la violencia en general.

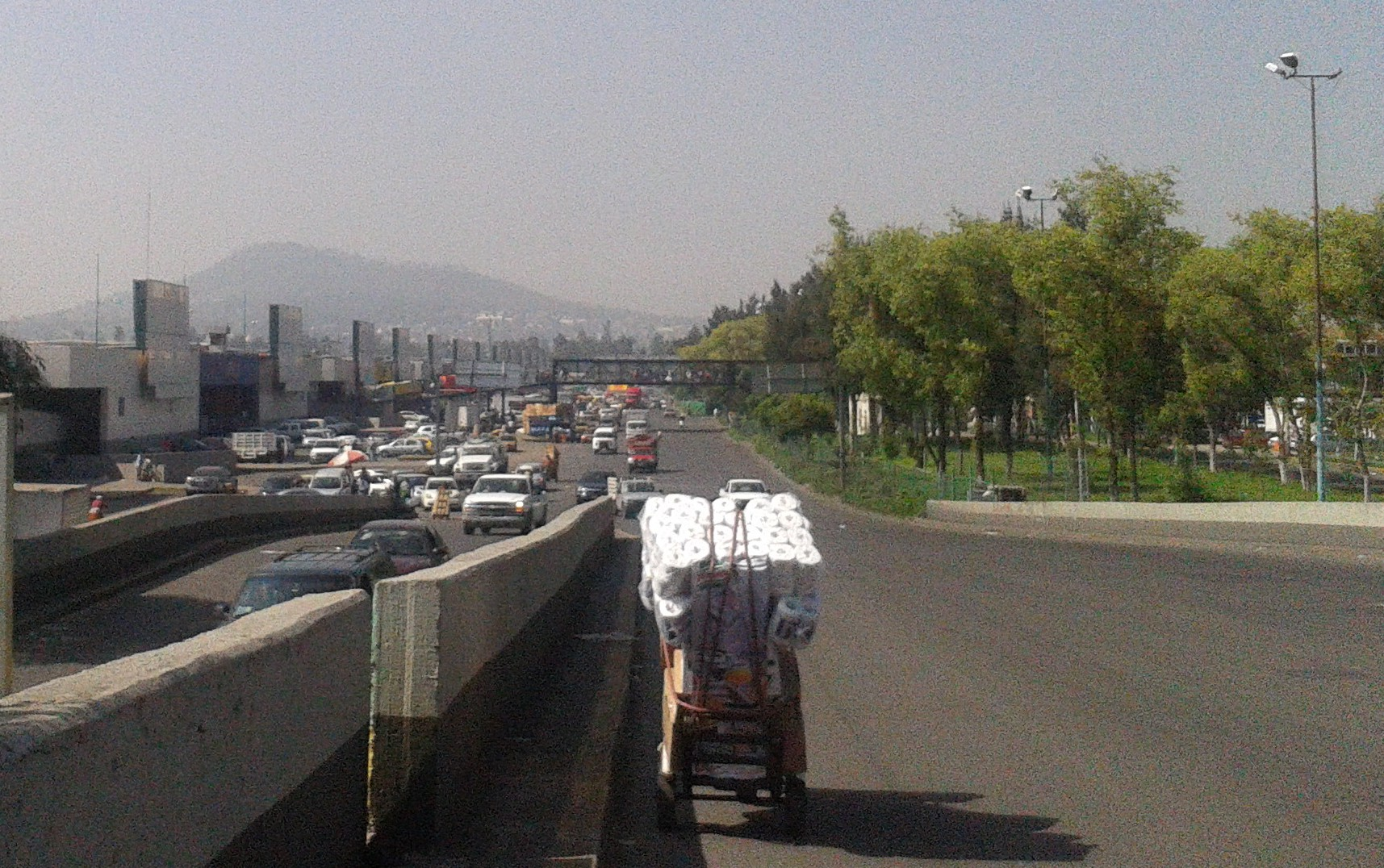
Vista del exterior poniente de la zona de frutas y legumbres (pedecederos); al fondo se puede ver el cerro de la Estrella

Es por esto que en 1923 se creó el primer centro comercial de la zona en la parte demolida del Convento de la Merced para tratar de ubicar a los vendedores dispersos por las calles, con lo cual no se logran grandes avances. Asimismo, el 23 de septiembre de 1957 se inaugura el nuevo Mercado Central de la Merced que, con dos naves en un área de 88 mil metros cuadrados y por un costo de 75 millones de pesos, trata de concentrar en un solo espacio el comercio al mayoreo disperso por la zona. Este moderno mercado sirve excepcionalmente bien a su propósito, pero el crecimiento de la Ciudad de México en la segunda mitad del siglo XX termina por rebasarlo, por el hecho de que el comercio ya no solo abarca a la Ciudad de México, sino también a muchas ciudades de la Cuenca de México. Así, el Mercado de la Merced se vuelve un centro comercial para el medio mayoreo y el menudeo en general, y vuelve el mayoreo a las antiguas accesorias que tenían por la zona, a lo cual se agrega el aumento de la flota de camiones de transporte de mercancías y pasajeros.
Por esto, durante la primera parte del gobierno del Distrito Federal del Regente Carlos Hank González se crea un plan de reordenamiento urbano, donde se centralizarán los servicios y se crearán nuevas vialidades para un mejor desplazamiento urbano, y se crean entonces las Centrales Camioneras y los Ejes Viales, entre otras medidas, pero además un centro de distribución para el comercio al mayoreo con vista al comercio al menudeo, con objeto de generar un ordenamiento estructural y urbano del centro histórico de la Ciudad de México.
Este proyecto se realizó bajo la premisa de que fuera en un punto suburbano de la ciudad, comunicado por varios ejes viales, los cuales le permitieran a los camiones de transporte la movilidad requerida. Surgido como un proyecto del arquitecto Abraham Zabludovsky y realizado en la zona chinampera de Iztapalapa ante el desagrado de la naciente corriente ecologista del país, se diseñó con base en un polígono hexagonal deformado cuyo eje principal mide 2250 metros y con las entradas y salidas en sus extremos; debería contener todos los comercios mayoristas de la ciudad, por lo que habría de incluir variados servicios, como bodegas climatizadas, policía, bancos, etc. Los trabajos iniciaron en marzo de 1981 y la inauguró el presidente José López Portillo el 24 de noviembre de 1982.

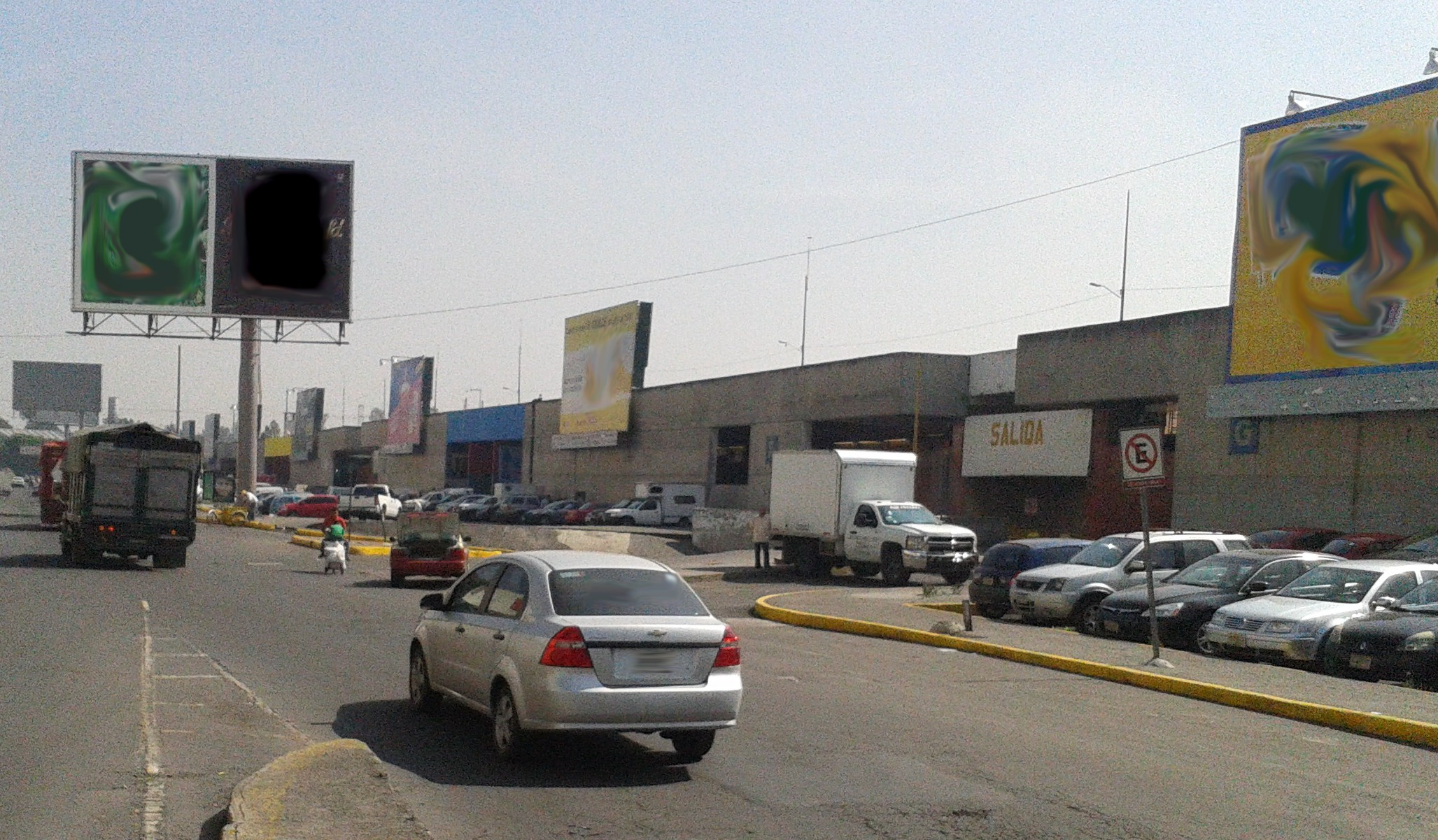
Vista del exterior poniente de la zona de abarrotes

Durante la década de los ochenta, la Ceda se fue ocupando muy lentamente, por lo que debieron darse apoyos a los comerciantes para que mudaran sus actividades a este centro comercial. Fue así como el plan inicial de venta del dueño de una bodega se vino abajo y se dio el fenómeno de compras múltiples de bodegas por un dueño, las cuales se rentaron luego a otros, ya sea en parte o toda la bodega, para ejercer el comercio al medio mayoreo o al menudeo. Hasta mediados de la década de 1990, las áreas de abarrotes y de verduras lograron llenarse de comerciantes, y solo hasta el inicio del siglo XXI se inició el traslado de las actividades de venta de aves, cárnicos, pescados y mariscos a la Ceda, proceso que aún no concluye.

## Características

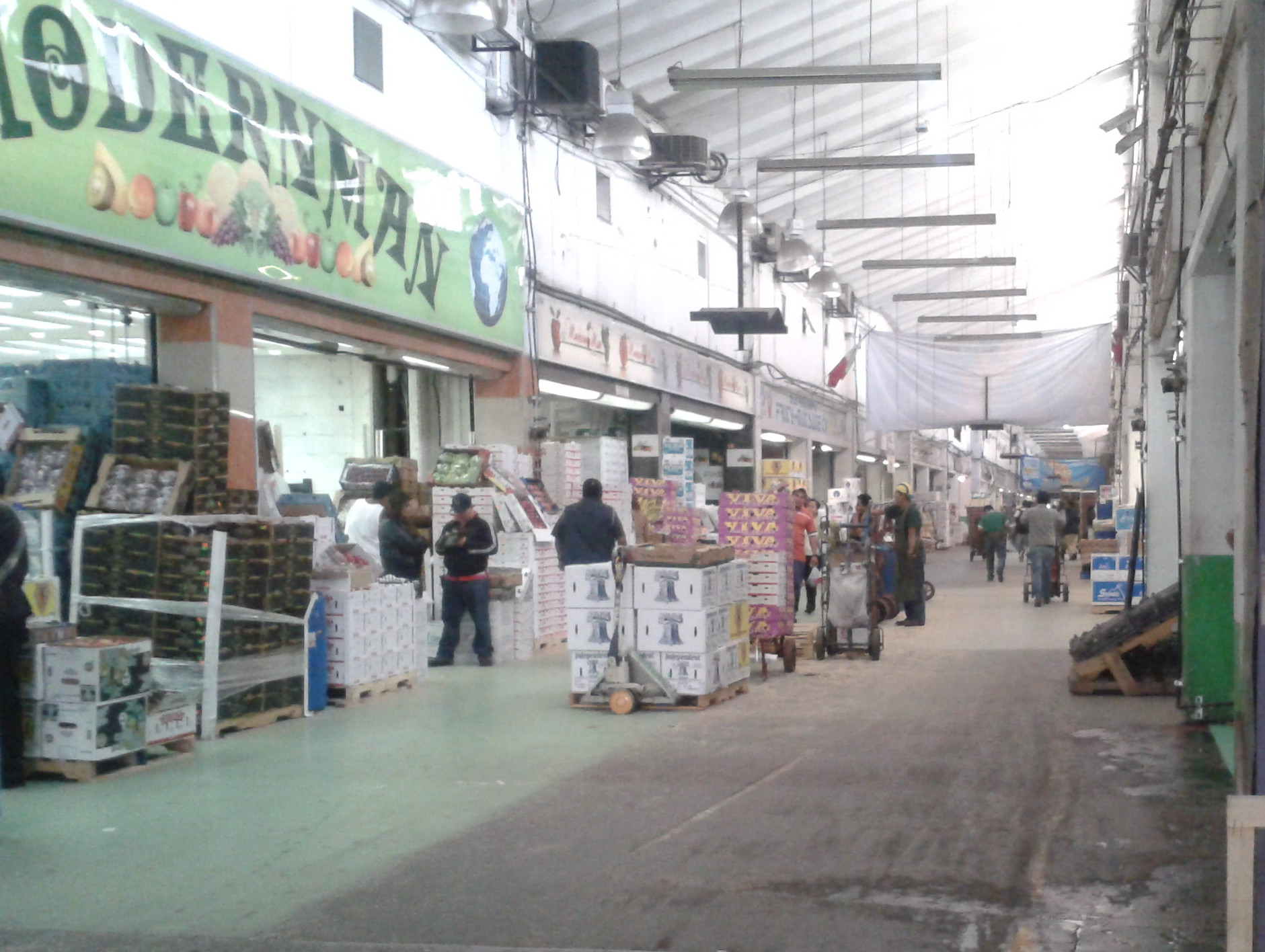
Vista del andador K-L de la zona de frutas y verduras

La Central de Abasto (CEDA) se distribuye en un área total de 327 hectáreas, con un volumen de alimentos y productos básicos de 30 mil toneladas y con capacidad de almacenaje para 122 mil toneladas, transportadas diariamente por 52 mil vehículos de todos los tonelajes. La afluencia diaria de visitante se calcula que es de 300 mil diarios, atendidos por unos 70 mil empleados en diversas actividades.
Le siguen, en tamaño, el Mercado Rungis Francia, con 232 hectáreas, y el Mercamadrid, con 176 hectáreas.
La CEDA incluye distintas zonas. La mayor de ellas es la de frutas y legumbres, con 1881 bodegas, seguida de la zona de abarrotes y víveres, con 338 bodegas, a los cuales se agregan 1489 locales comerciales, que abarcan prácticamente todos los rubros comerciales de una ciudad, los más comunes de los cuales son los bancos, las ferreterías, de ropa, restaurantes (desde simples antojerías, pasando por torterias, taquerías, hasta restaurantes de lujo), lavanderías, estéticas, etc. Como zonas auxiliares se tiene el Mercado de Productores o Subasta, que en 10.6 hectáreas y con capacidad para 624 es la zona de mayoreo para los productores que desean vender a los propietarios de las bodegas; las 96 Bodegas de Transferencia, que sirven como puntos de almacenamiento genérico para los bodegueros de la Ceda, donde pueden almacenar temporalmente sus productos mientras logran obtener un espacio en sus propias bodegas. Los datos más precisos acerca del perfil de los comerciantes que se desenvuelve en el área de abarrotes fueron obtenidos en el año 2012 a través de un estudio contratado por la revista Tu Guía Central y elaborado por la auditora de medios Moctezuma y Asociados Norma CIM, los cuales han sido replicados por distintos medios y organizaciones sin conocer la procedencia. Los datos fueron obtenidos de una muestra de 300 encuestados y arrojaron los siguientes indicadores: Edad: Menores de 17 años - 1 %, De 18 a 24 años - 14%, De 25 a 34 años - 30%, De 35 a 44 años - 31%, Más de 45 años - 24% NSE: AB- 9%, C - 43%, D -48%. Nivel Escolar: Primaria 11%, Secundaria 24%, Preparatoria 45%, Licenciatura 11% y Maestría 1%.
El Mercado de Aves y Cárnicos, en sus 3 hectáreas con 111 bodegas, ha intentado convertirse en el centro comercial por excelencia en mayoreo para aves y cárnicos, que aún no han terminado de concentrarse allí, ya que la zona de San Juan y Salto del Agua continúan siendo las preferidas para el comercio al mayoreo de aves, así como el Matadero de Ferrería, el centro por excelencia del comercio de carnes en canal; el Mercado de Envases Vacíos, en sus 1.7 hectáreas con 359 lotes, constituye el punto de servicio más importante para la misma Ceda, ya que en éstos se concentra el comercio de cajas de madera, papel y plástico para los diferentes productos. Es importante hacer notar que esta zona es usada para el reciclaje de miles de cajas, sobre todo de madera y de plástico, lo que contribuye a la ecología de la ciudad y el país; el Mercado de Flores y Hortalizas, con 16 hectáreas es una zona de venta directa entre productor y minorista, en la cual el productor que no logra colocar sus artículos con los mayoristas o que no tiene producción suficiente para los mayoristas puede vender su mercancía.

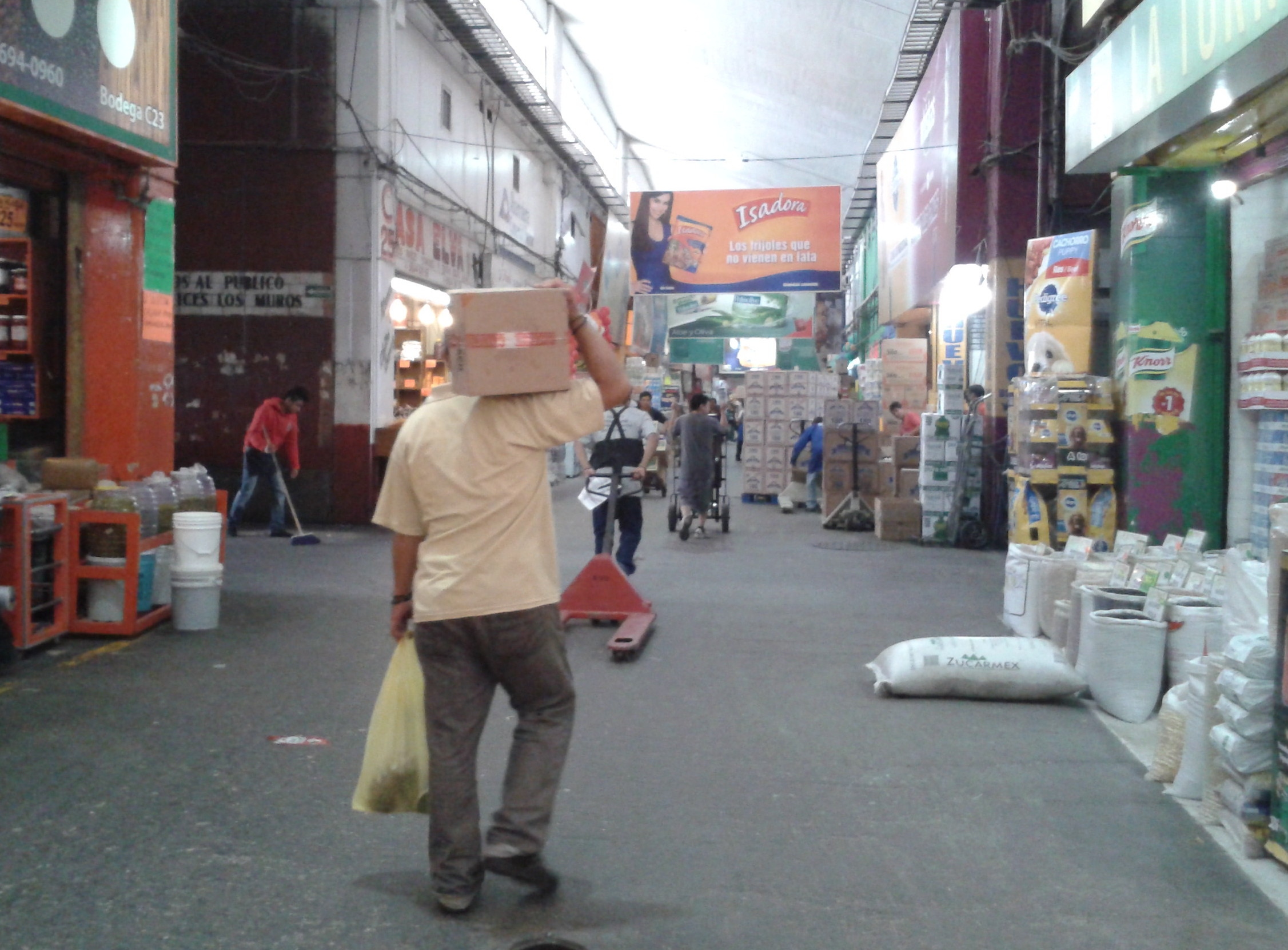
Vista del andador C-D de la zona de abarrotes. Se observa también el pasillo conocido como basurero.

Una zona de apoyo es la Zona de Pernocta, que en 5.1 hectáreas permite el estacionamiento de 424 unidades de carga con hasta 30 toneladas y cuenta con varios servicios para los camioneros y sus ayudantes; el frigorífico o bodega climatizada permite el almacenaje de dos mil toneladas de productos diversos; la Planta de Transferencia de Basura, con capacidad para dos mil toneladas diarias; en la zona de bodegas cuenta además con 3224 cajones de estacionamiento para automóviles, colocados sobre los techos de las bodegas.

## Economía
Como mercado, es el segundo mayor centro comercial del país, después de la Bolsa Mexicana de Valores (BMV). Ahí se comercializa aproximadamente el 30 por ciento de la hortofrutícola nacional y se estima un movimiento económico anual superior a los 8 o 9 mil millones de dólares.

## Personajes
En la Ceda existen diferentes personajes que resultan característicos. Entre ellos: los  bodegueros, los dueños o encargados de las bodegas; los diableros o cargadores, que usan carretillas o diablos para el transporte de mercancías y cuyo origen se remonta hasta el barrio de la Merced, aunque sólo en la Ceda suelen formar agrupaciones. Suelen presentarse a trabajar en las bodegas, pero es rara la contratación directa; lo usual es que se presenten a las bodegas de diablos, donde, después de algunos trámites para su identificación, se les concede una licencia y el uso de una carretilla o diablo, con la cual pueden recorrer los pasillos para ofrecer sus trabajo a las bodegas o a los compradores para transportar sus mercancías;. Otra es la de las chicas de carrito, que utilizan carritos de supermercado para transportar sus mercancías, usualmente refrescos (gaseosas), café, te, pan y otras viandas; suelen ser mujeres jóvenes con atuendos, un tanto llamativos para incrementar sus ventas, que habitualmente se organizan alrededor de un dueño principal o como gremio; debido a esos atuendos, varias veces se les ha relacionado con actividades de prostitución adulta e infantil encubiertas. Otros personajes recientemente incorporados son trabajadores de la Comisión Federal de Electricidad que, debido a la desaparición de Luz y Fuerza del Centro, se han dedicado a mantener el servicio de electricidad y a hacer los recorridos necesarios para atender a los locatarios.

## Administración
La Ceda esta administrada por un fideicomiso llamado Fideicomiso Central de Abasto de la Ciudad de México, constituido el 7 de julio de 1981, con una vigencia de 99 años, según la Ley General de Títulos y Operaciones de Crédito. Este fideicomiso está integrado por el Gobierno del Distrito Federal, la Secretaría de Desarrollo Económico y diversos participantes, que tienen carácter de fideicomitente y de fideicomisario. La institución fiduciaria es Banco Santander.
Se gobierna por un Órgano de Gobierno de la Central de Abasto, constituido por el Comité Técnico y de Distribución de Fondos integrado, paritariamente, por representantes del sector privado y del sector público de los gobiernos local y federal. Este es dirigido por el presidente, que recae en la figura del jefe de Gobierno del Distrito Federal, quien cuenta con voto de calidad, aunque es habitual que lo delegue en un representante. Sus principales funciones son aprobar el presupuesto de ingresos y egresos del fideicomiso, sus modificaciones, comportamientos y resultados; emitir las normas operativas, así como analizar y, en su caso, aprobar proyectos, entre otras facultades.
La Central de Abasto es dirigida internamente y en el diario por un administrador general, designado de una terna propuesta por el jefe de Gobierno del DF y electo por el Comité Técnico. Desde julio del 2002 se dio un impulso a la privatización de la Ceda, con la decisión del entonces jefe de Gobierno del Distrito Federal, Andrés Manuel López Obrador, quien tomó la decisión de determinar que la administración y operación de la Central de Abasto quedara bajo la responsabilidad del sector privado.
La Administración General tiene como objetivos coordinar, organizar y vigilar el desarrollo de las actividades derivadas de la administración de los recursos humanos, financieros y materiales con que cuenta la Central de Abasto de la Ciudad de México, así como las funciones relacionadas con el cuidado y mantenimiento de la infraestructura del mercado, la seguridad y protección civil, la prestación de los servicios y el cumplimiento de la normatividad aplicable.
Desafortunadamente en la actualidad el crecimiento de la población ha llevado a un incremento en la demanda de esta central, lo que ha provocado que se haya rebasado la capacidad y, por consiguiente, que se genere insuficiencia en los servicios básicos como el agua; que los contenedores estén saturados de basura, un foco de infección que puede provocar daños en la salud de los trabajadores y visitantes, y que los centros de acopio sean insuficientes para atender a la demanda exigida. Hasta el momento no se ha planteado ningún proyecto para tratar de solucionar este problema. Aunado a esto, la poca atención que se ha puesto a la seguridad de la central y a la iluminación y al personal de vigilancia han dado pie han aumentado la frecuencia de actos ilícitos (secuestros y asaltos a mano armada. Existe un gran descontento por el aumento en el peaje, y estos recursos no se ven reflejados en mejora de las vialidades y de la seguridad en el interior del mercado.

## Organización
La Ceda se organiza en bodegas de unos cinco metros por frente por veinte metros de largo, y uno de los frentes da a un pasillo peatonal que va en un eje poniente a oriente, por donde los compradores pueden moverse sin otra restricción que las dadas por el tráfico de personas y diableros. El otro frente da a unos andenes, los cuales permiten la carga y descarga de mercancías, abiertos a una ancha calle donde se pueden instalar dos tráilers sin obstaculizar el paso de otros. Cada andén peatonal da a dos hileras de bodegas colocadas a sus lados; como identificación, cada hilera de bodegas recibe de norte a sur, por nomenclatura, una letra del alfabeto; a su vez, las bodegas reciben un número que va aumentando de poniente a oriente, mientras que de norte a sur son conectados por pasillos numerados del uno al cinco, aunque solo el número dos permite el paso por un largo puente entre la zona de abarrotes y verduras. Entre cada andén los pasillos conectan mediante unos puentes, que son zonas de gran peligro, ya que los diableros, al intentar ganar más, llevan usualmente grandes cargas de mercancías, que por sus pesos los impulsan como catapulta durante la subida a estos puentes, mientras en la bajada deben correr para evitar ser atropellados por su propio diablo, lo que en no pocas ocasiones produce el arrollamiento de peatones descuidados.

## Ubicación
La Central de Abasto está delimitada por las avenidas Eje 5 Sur Leyes de Reforma, Eje 6 Sur Trabajadoras Sociales, Eje 5 Oriente Lic. Javier Rojo Gómez y Eje 4 Oriente Canal Río Churubusco, cerca de las estaciones Apatlaco y Aculco de la Línea 8 del metro; de Apatlaco parten los autobuses para la Ceda; a su vez, a su paradero poniente llegan 27 rutas de transporte colectivo concesionado, una de trolebús, cinco de la RTP, mientras que al paradero oriente llegan 4 rutas de transporte concesionado, provenientes de varias zonas de la Ciudad de México.